# Vaciseva Tavaga
Vaciseva Tavaga (ur. 16 listopada 1973 w Suvie) – fidżyjska lekkoatletka, sprinterka.
W 1992 wystartowała na igrzyskach olimpijskich, na których wystąpiła w biegu na 100 i 200 m. W obu konkurencjach odpadła w eliminacjach. Na 100 m zajęła ostatnie, 8. miejsce w swoim biegu eliminacyjnym z czasem 12,47 s, a na dwukrotnie dłuższym dystansie uplasowała się na ostatniej, 7. pozycji z czasem 25,07 s.
Jest pięciokrotną medalistką igrzysk Południowego Pacyfiku. W 1991 zdobyła złoto na 200 m z czasem 25,30 s i srebro na 400 m z czasem 56,97 s. W 1995 wywalczyła złoto na 100 m z czasem 12,03 s i 200 m z czasem 24,45 s oraz srebro na 400 m z czasem 55,98 s.
Jest sześciokrotną medalistką miniigrzysk Południowego Pacyfiku. W 1989 zdobyła srebro na 200 m z czasem 25,82 s i brąz na 100 m z czasem 12,93 s. W 1993 wywalczyła dwa złote medale: na 100 m z czasem 12,54 s i na 200 m z czasem 24,49 s. W 1997 zdobyła srebro na 100 m z czasem 12,64 s i brąz na 200 m z czasem 25,89 s.
Rekordy życiowe:
- 100 m – 11,87 s ( Canberra, 2 marca 1996)
- 200 m – 24,27 s ( Holzgerlingen, 18 lipca 1995)
- 400 m – 55,62 s ( Bukareszt, 1 lipca 1995)